# Брендиуайн-Ривер (музей)
Музей Брендиуайн-ривер (англ. Brandywine River Museum) — художественный музей американской и местной живописи в Чеддс-Форде (Пенсильвания, США).
Расположен у автомагистрали US 1 на берегу реки Брендиуайн в здании бывшей мукомольной мельницы XIX века. Основан в 1971 году. Музею принадлежит Дом-студия Н. К. Уайета. Относится к комплексу исторических и культурных учреждений Брендиуайнской долины.

## Коллекция
Музей наиболее известен большой коллекцией живописи трёх поколений знаменитой американской династии художников Уайетов (старшего Н. Уайета (1882—1945), его сына Эндрю Уайета (1917—2009) и внука Джейми Уайета (род. 1946). Кроме этого в музее представлены американские художники Джаспер Фрэнсис Кропси, Гарвей Данн, Питер Хард, Максфилд Пэрриш, Говард Пайл, Уильям Трост Ричардс и Джесси Вилкокс Смит.